# Pištolna cev
Pištolina cev je ključni del orožja z ustreznim orožjem, kot so majhno strelno orožje, topniški predmeti in zračne puške. To je ravna strelna cev , ponavadi izdelana iz toge kovine z visoko trdnostjo, skozi katero se z visoko hitrostjo poganja izstrelek iz sprednjega konca (gobec) izstrelka iz sprednjega konca (gobca). Votla notranjost cev i se imenuje iz vrtina, premer izvrtine pa njen kaliber, ki se običajno meri v palcih ali milimetrih.

Prvo strelno orožje je bilo izdelano v času, ko metalurgija ni bila dovolj napredna za ulivanje cevi, ki bi lahko vzdržale eksplozivne sile zgodnjih topov, zato je bilo treba za konstrukcijsko ojačitev cevi (pogosto zgrajene iz kovinskih palic) redno zapirati po svoji dolžini, na videz nekoliko spominja na skladiščne sode, ki so zloženi skupaj, od tod tudi angleško ime.

## Zgodovina
Cevi za pištolo so običajno kovinske. Vendar so Kitajci, izumitelji smodnika, uporabili bambus, ki ima močno, naravno cevasto steblo in je cenejši za pridobivanje in predelavo, kot prve sodčke v orožju s smodnikom, kot so ognjene strele. Kitajci so bili tudi prvi, ki so obvladali litoželezne topovske topove in so s pomočjo te tehnologije izdelali najzgodnejše pehotno strelno orožje - ročne topove. Zgodnje evropske pištole so bile izdelane iz kovanega železa, običajno z več ojačevalnimi trakovi iz kovine, ovitimi okoli krožnih obročev iz kovanega železa, nato pa zvarjenimi v votel valj. Bronasti in medeninasti so bili naklonjeni puškarji, predvsem zaradi enostavnosti ulivanja in odpornosti proti korozivnim učinkom zgorevanja smodnika ali slane vode, kadar se uporabljajo na mornariških plovilih. 
Zgodnje strelno orožje je bilo polnjeno z gobcem, s smodnikom in nato s strelom, naloženim s sprednjega konca (gobca) cevi, in je bilo zaradi okornega nakladalnega postopka sposobno le nizke hitrosti streljanja. Kasneje izumljeni zasnovi s kalibriranjem so zagotovili večjo stopnjo požara, vendar zgodnji nakladalniki niso imeli učinkovitega načina zatesnitve uhajajočih plinov, ki so uhajali iz zadnjega dela (kabine) cevi, kar je zmanjšalo razpoložljivo hitrost gobca. V 19. stoletju so izumili učinkovite zaščitne blokade, ki so zatesnili zaščitno napravo pred uhajanjem pogonskih plinov. 
Zgodnje topovske cevi so bile za svoj kaliber zelo debele. To je bilo zato, ker so bile takrat proizvodne napake, kot so zračni mehurčki, ujeti v kovini, pogoste in so igrale ključne dejavnike pri mnogih eksplozijah pištole; zaradi teh napak je bila cev prešibka, da bi zdržala pritiske streljanja, zaradi česar je propadla in eksplozivno drobila. 

## Konstrukcija
Cev pištole mora biti sposobna zadrževati plin, ki se širi, ki ga povzročajo pogonska goriva, da se zagotovi, da izstrelek med potiskanjem doseže optimalno hitrost gobca. Če material cevi ne more obvladati pritiska v izvrtini, lahko sama cev trpi katastrofalno okvaro in eksplodira, kar ne bo samo uničilo pištole, temveč bo predstavljalo tudi življenjsko nevarno nevarnost za ljudi v bližini. Sodobne cevi za orožje malega kalibra so izdelane iz ogljikovega ali nerjavečega materiala, za katere je znano in preizkušeno, da zdržijo pritiske. Artilerijski kosi so izdelani z različnimi tehnikami, ki zagotavljajo zanesljivo zadostno trdnost. 

### Fluting
V terminologiji strelnega orožja se fluting nanaša na odstranjevanje materiala s cilindrične površine, običajno za ustvarjanje zaobljenih utorov, da bi zmanjšali težo. To se najpogosteje naredi na zunanji površini cevi puške, čeprav se lahko nanese tudi na valj revolverja ali vijak puške z vijaki. Večina žlebov na puškinih ceveh in valjih revolverjev je ravnih, čeprav so vijačne žlebove opazne na puškinih vijakih in občasno tudi na puškinih ceveh. 
Medtem ko je glavni namen žleba zgolj zmanjšanje teže in izboljšanje prenosljivosti, lahko ob ustrezni izvedbi ohrani strukturno trdnost in togost ter poveča splošno specifično trdnost. Narezovanje bo prav tako povečalo razmerje med površino in prostornino in omogočilo, da se bo sod bolj učinkovito ohlajal po žganju, čeprav zmanjšana masa materiala pomeni tudi, da se bo sod med žganjem enostavno segreval.

### Sestavljena cev
Sestavljena cev je cev za strelno orožje, ki je bila obrito, da je tanjša, zunanji rokav pa je zdrsnil in stopil nanj, kar izboljša togost, težo in hlajenje. Najpogostejša oblika kompozitnih sodov je tulcev z rokavi iz ogljikovih vlaken, vendar obstajajo lastniški primeri, kot je Teludyne Tech Straitjacket. Redko se uporabljajo zunaj športnega in tekmovalnega streljanja.

## Montaža
Cev je mogoče pritrditi na sprejemnik z akcijskimi nitmi ali podobnimi metodami.

## Komponente

### Komora
Komora je votlina na zadnjem koncu cevi pištole, kjer je vložek vstavljen v položaj, pripravljen za streljanje. V večini strelnega orožja (puške, šibrovke, mitraljezi in pištole) je komora sestavni del cevi, ki je pogosto narejena s preprostim vrtanjem zadnje odprtine cevi, z eno komoro v enem sodu. V revolverjih je komora sestavni del cilindra pištole in je popolnoma ločena od cevi, pri čemer ima en sam valj več komor, ki se zasukajo v poravnavo s cevjo v pričakovanju streljanja.
Strukturno je komora sestavljena iz telesa, rame in vratu, katerih obris se popolnoma ujema z obliko ohišja vložka, v katerega je namenjen. Zadnja odprtina komore je karoserija celotne cevi, ki je tesno od zadaj zatesnjena s sornikom, zaradi česar je sprednja smer pot najmanjšega upora med streljanjem. Ko udarni čep udari temeljni premaz vložka, se potisni plin vžge in deflamentira, kar povzroči visokotlačno širjenje plina v ohišju vložka. Vendar komora (zaprta od zadaj s sornikom) zadržuje kaseto (ali lupino pušk), da se ne premakne, kar omogoča, da se metek (ali strel / polž v puškah) čisto loči od ohišja in se potisne naprej vzdolž cevi do izhod iz sprednjega (gobca) konca kot leteči izstrelek.
Dejanje puščanja pištole se nanaša na postopek nalaganja kartuše v komoro pištole bodisi ročno kot pri enkratnem polnjenju bodisi z lastnim delovanjem orožja, kot pri delovanju črpalke, ročici, vijaku ali samonalaganju. V primeru zračne pištole pelet (ali polž) sam nima ohišja, ki bi ga bilo mogoče zadržati in bo v celoti vstavljen v komoro (pogosto imenovano "namestitev" ali "natovarjanje" pelete, namesto da bi jo "shranili") pred mehanski plin pod pritiskom se sprosti za peletom in ga potisne naprej, kar pomeni, da je komora zračne puške funkcionalno enakovredna delu strelnega orožja s prostim cevi.
V okviru zasnove, izdelave in modifikacije strelnega orožja ima beseda "komora" drugačen pomen in se nanaša na namestitev orožne komore posebej za streljanje določenega kalibra ali modela kartuše.

### Izvrtina
Izvrtina je votel notranji lumen cevi in zavzema veliko večino dela dolžine cevi. Je del cevi, kjer se nahaja izstrelek (krogla, strel ali polž) pred streljanjem in kjer med postopkom streljanja pridobi hitrost in kinetično energijo. Stanje gibanja izstrelka med potovanjem po izvrtini se imenuje njegova notranja balistika.
Večina sodobnega strelnega orožja (razen mušket, pušk, večine tankovskih pištol in nekaterih kosov artilerije) in zračnih pušk (razen nekaterih pištol BB) ima vijačne utore, imenovane puške, vdelane v steno izvrtine. Pri streljanju se nabojni izvrtin vrti na izstrelku okoli njegove vzdolžne osi, ki žiroskopsko stabilizira letenje in smer letala izstrelka po izstopu iz cevi (tj. Zunanja balistika). Vsaka puška brez pušk v izvrtini se imenuje gladkocevna puška.
Ko je vložek za strelno orožje komore, njegovo ohišje zasede komoro, njegova krogla pa dejansko štrli izven komore v zadnji konec izvrtine. Tudi v narezani izvrtini je ta kratek zadnji del brez navojev in omogoča začetnemu "zaletavanju" krogle, da ustvari zagon, preden naleti na puške med streljanjem. Najbolj zadnji del tega neizrezanega odseka se imenuje prosta luknja in je običajno valjast. Del nenarezanega izvrtina tik pred prosti smeri, imenovan leade, se začne rahlo zožati in usmeriti kroglo proti območju, kjer brezvrstni izvrt prehaja v popolnoma narezan izvrtino. Skupaj tvorijo grlo, kjer puške med streljanjem močno "zagrizejo" v gibljivo kroglo. Grlo je izpostavljeno največjim termomehanskim obremenitvam in zato trpi najhitreje. Erozija grla je pogosto glavni odločilni dejavnik življenjske dobe pištole.

### Gobec
Gobec je sprednji konec cevi, iz katerega bo izstrelek izstopil. Natančna obdelava gobca je ključnega pomena za natančnost, saj je zadnja stična točka med cevjo in izstrelkom. Če med gobcem in izstrelkom obstajajo neskladne reže, se uhajajoči plini lahko neenakomerno širijo in odbijajo izstrelek s predvidene poti. Gobec je mogoče na zunanjo stran navojiti, da omogoča pritrditev različnih pripomočkov.
V narezanih ceveh je obris gobca zasnovan tako, da je navoj zaščiten pred poškodbami zaradi vdorov tujih predmetov, zato so sprednji konci utorov navadno zaščiteni za vdolbino krone, ki služi tudi za modulacijo enakomernega raztezanja pogonskega goriva plini. Sama krona je pogosto vdolbina od zunanjega roba gobca, da bi se izognili nenamernim poškodbam zaradi trčenja z okolico.
V ceveh z gladkimi vrtinami, ki streljajo z več pod-izstrelki (na primer strel šibrovke), ima lahko izvrtina na koncu gobca zoženo zožitev, imenovana dušilka, ki oblikuje vzorec razpršenosti za boljši domet in natančnost. Dušilke so nameščene bodisi kot zamenljive dušilne dušilke za posebne namene bodisi kot fiksne trajne dušilke, ki so del cevi.
Med streljanjem je na gobcu pogosto viden močan blisk svetlobe, znan kot gobec. To bliskavico ustvarjajo tako pregreti pogonski plini, ki med širjenjem oddajajo energijo (primarni blisk), kot tudi nepopolno zgoreli ostanki pogonskega goriva, ki ob uhajanju iz cevi močno reagirajo s svežim dovodom zunanjega zraka (sekundarni blisk). Velikost bliska je odvisna od dejavnikov, kot so dolžina cevi (krajši sodi imajo manj časa za popolno zgorevanje, torej več zgorelega prahu), vrsta (hitro proti počasnemu gorenju) in količina pogonskega goriva (večja skupna količina pomeni verjetno več ostanki zgorelih), vloženi v vložek. Na gobcu orožja je mogoče pritrditi dušilce bliskavice ali pokrovčke gobca, da bliskavico zmanjšajo ali prikrijejo. 
Hitro raztezanje potisnih plinov na gobec med streljanjem povzroči tudi močan udarni val, znan kot gobec. Slišna komponenta te eksplozije, znane tudi kot poročilo o gobcu, je glasen strelski udarec, ki lahko zlahka preseže 140 decibelov in strelcu in drugim navzočim povzroči trajno izgubo sluha. Neslišna komponenta eksplozije je nadzvočni nadtlačni val, ki lahko poškoduje bližnje krhke predmete. Pripomočke, kot so nagobčne zavore in pospeševalniki gobca, lahko uporabimo za preusmeritev pištole gobca, da bi preprečili dvig gobca, ki ga povzroča odboj, ali pomagajo pri delovanju pištole v plinu, za zmanjšanje moči pa lahko uporabimo dušilce (in celo pokrovke gobca). intenzivnost eksplozivnega hrupa, ki ga čuti osebje v bližini.